# Aleksandar Mitrović (futebolista)
Aleksandar Mitrović (em cirílico sérvio: Александар Митровић;  16 de setembro de 1994) é um futebolista sérvio que atua como centroavante. Atualmente joga pelo Al-Hilal e pela Seleção Sérvia. Aos 18 anos, Mitrović foi considerado um dos 10 maiores talentos sub-19 da Europa pela UEFA.
Começou sua carreira no FK Partizan, se profissionalizou após um empréstimo ao Teleoptik. No retorno ao FK Partizan foi titular na conquista do campeonato sérvio em sua primeira temporada. Mitrović  foi vendido ao Anderlecht por €5 milhões de euros. Mitrović marcou 44 gols em 90 jogos em duas temporadas no futebol belga. Mitrović  venceu dois campeonatos belgas e foi o artilheiro da competição na segunda temporada. Em 2015, Mitrović foi contratado pelo Newcastle United por 18 milhões de euros.
Mitrović ajudou a Sérvia a vencer o campeonato europeu sub-19 de 2013 sendo eleito o melhor jogador do torneio.

## Carreira

### Infância e juventude
Nascido em Smederevo na Sérvia, Mitrović começou nas categorias de base do FK Partizan. Mitrović foi emprestado ao Teleoptik na temporada, marcando sete gols em 25 partidas pelo clube.

### Partizan
Em 27 de junho de 2012, Mitrović assinou o primeiro contrato profissional com o Partizan por quatro anos. Mitrović fez sua estreia em uma partida das eliminatórias da Liga dos Campeões da UEFA contra a equipe de Malta Valletta FC, marcando um gol apenas nove minutos depois de entrar em campo vindo do banco de reservas. Na sua primeira temporada, Mitrović foi o artilheiro do Partizan no ano, com quinze gols em 36 jogos, apesar de ser um dos mais jovens atletas do time. O portal sérvio de esportes, Mozzart Sport, escolheu Mitrović o terceiro melhor jogador do Campeonato Sérvio de Futebol.

### Anderlecht
Em 12 de agosto de 2013, depois de muita especulação, Mitrović foi vendido ao Anderlecht, a pedido do jogador e da sua família. O valor final da transferência foi de €5 milhões, recorde na história do Anderlecht. Em 1 de setembro, Mitrović deu duas assistências em sua estreia, vindo do banco de reservas num jogo contra o SV Zulte-Waregem.
Em 10 de dezembro na última partida do grupo C da Liga dos Campeões da UEFA, contra o Olympiacos CFP, Mitrović substituiu o goleiro Silvio Proto, que havia sido expulso, mas não conseguiu salvar o pênalti convertido por Alejandro Domínguez.

### Newcastle United
Em 21 de julho de 2015, Mitrović foi contratado pelo Newcastle United e um contrato de cinco anos por 18 milhões de euros.

### Fulham
Em 1 de fevereiro de 2018, Mitrović se juntou ao Fulham por empréstimo até o final da temporada. Ele fez sua estreia pelo Cottagers em uma vitória por 2-0 em casa contra o Nottingham Forest. Em 21 de fevereiro, Mitrović marcou seu primeiro gol pelo clube em um empate 1-1 com o Bristol City.
Na temporada 2021/22, Mitrović marcou 43 gols, estabelecendo um novo recorde. Além de ser nomeado artilheiro e ser nomeado para a Equipe PFA do Ano na segunda divisão, ele também garantiu o título de Jogador do Ano no Campeonato EFL. O Fulham ganhou o campeonato no final da temporada, retornando à Premier League.
Mitrović encerrou sua passagem pelo Fulham com 111 gols e 21 assistências em 206 partidas.

### Al-Hilal
Em 19 de agosto de 2023, o Al-Hilal anunciou a contratação de Mitrović, que assinou vínculo com os sauditas até 2026. No dia 24 de agosto de 2023, Mitrović estreou-se na vitória contra o Al-Raed, com gols de Mitrovic, Salem Al-Dawsari (duas vezes) e Abdullah Al-Hamdan, os Azuis golearam por 4 a 0, jogo de segunda rodada do Sauditão.
Em 1 de setembro de 2023, Mitrović anotou seu primeiro hat-trick na vitória do Al Hilal sobre o Al-Ittihad por 4-3 de virada, em jogo da 5.ª jornada da primeira liga da Arábia Saudita.

## Seleção Sérvia

### Sub-19
Com quatro gols, Mitrović foi o artilheiro da seleção sérvia sub-19 nas eliminatórias do europeu sub-19 de 2012. Em 3 de julho de 2012, na primeira partida da fase final do torneio, Mitrović  foi expulso contra a França, ficando de fora de toda a fase final da competição.
No ciclo seguinte, Mitrović se consolidou com um dos principais jogadores da seleção sérvia que conquistou o campeonato europeu sub-19 de 2013. Mitrović foi escolhido o melhor jogador da competição.

### Seleção Principal
Mitrović foi convocado pela primeira vez para a seleção Sérvia para um jogo das eliminatórias para a Copa do Mundo FIFA de 2014 contra a Bélgica. A seleção sérvia não se classificou à Copa do Mundo FIFA de 2014.

## Estilo de jogo
Mitrović se inspira em Didier Drogba e Diego Costa por serem jogadores que "fazem gols, marcam, correm, jogam de forma apaixonada e para o time" Mitrović se define como um clássico centroavante: "sempre na área, forte, bom pelo alto". O treinador do Newcastle United, Steve McClaren, afirmou que Mitrović tem um jogo "agressivo que os defensores não gostam de enfrentar".

## Estatísticas
Atualizado até 7 de outubro de 2023.

### Clubes
| Equipe            | Temporada         | Campeonato nacional | Campeonato nacional | Copa nacional | Copa nacional | Competições continentais | Competições continentais | Outros torneios | Outros torneios | Total | Total |
| Equipe            | Temporada         | Jogos               | Gols                | Jogos         | Gols          | Jogos                    | Gols                     | Jogos           | Gols            | Jogos | Gols  |
| ----------------- | ----------------- | ------------------- | ------------------- | ------------- | ------------- | ------------------------ | ------------------------ | --------------- | --------------- | ----- | ----- |
| Teleoptik         | 2011–12           | 25                  | 7                   | 1             | 0             | —                        | —                        | —               | —               | 26    | 7     |
| Teleoptik         | Total             | 25                  | 7                   | 1             | 0             | —                        | —                        | —               | —               | 26    | 7     |
| Partizan Belgrado | 2012–13           | 25                  | 10                  | 2             | 2             | 9                        | 3                        | —               | —               | 36    | 15    |
| Partizan Belgrado | 2013–14           | 3                   | 3                   | 0             | 0             | 3                        | 0                        | —               | —               | 6     | 3     |
| Partizan Belgrado | Total             | 28                  | 13                  | 2             | 2             | 12                       | 3                        | —               | —               | 42    | 18    |
| Anderlecht        | 2013–14           | 32                  | 16                  | 1             | 0             | 6                        | 0                        | 0               | 0               | 39    | 16    |
| Anderlecht        | 2014–15           | 37                  | 20                  | 6             | 4             | 7                        | 3                        | 1               | 1               | 51    | 28    |
| Anderlecht        | Total             | 69                  | 36                  | 7             | 4             | 13                       | 3                        | 1               | 1               | 90    | 44    |
| Newcastle         | 2015–16           | 34                  | 9                   | 2             | 0             | —                        | —                        | —               | —               | 36    | 9     |
| Newcastle         | 2016–17           | 25                  | 4                   | 4             | 2             | —                        | —                        | —               | —               | 29    | 6     |
| Newcastle         | 2017–18           | 6                   | 1                   | 1             | 1             | —                        | —                        | —               | —               | 7     | 2     |
| Newcastle         | Total             | 65                  | 14                  | 7             | 3             | —                        | —                        | —               | —               | 72    | 17    |
| Fulham            | 2017–18           | 20                  | 12                  | 0             | 0             | —                        | —                        | —               | —               | 20    | 12    |
| Fulham            | 2018–19           | 37                  | 11                  | 2             | 0             | —                        | —                        | —               | —               | 39    | 11    |
| Fulham            | 2019–20           | 41                  | 26                  | 0             | 0             | —                        | —                        | —               | —               | 41    | 26    |
| Fulham            | 2020–21           | 27                  | 3                   | 4             | 1             | —                        | —                        | —               | —               | 31    | 4     |
| Fulham            | 2021–22           | 44                  | 43                  | 2             | 0             | —                        | —                        | —               | —               | 46    | 43    |
| Fulham            | 2022–23           | 24                  | 14                  | 4             | 1             | —                        | —                        | —               | —               | 28    | 15    |
| Fulham            | 2023–24           | 1                   | 0                   | —             | —             | —                        | —                        | —               | —               | 1     | 0     |
| Fulham            | Total             | 194                 | 109                 | 12            | 2             | —                        | —                        | —               | —               | 206   | 111   |
| Al-Hilal          | 2023–24           | 7                   | 6                   | 1             | 0             | 2                        | 1                        | 0               | 0               | 10    | 7     |
| Al-Hilal          | Total             | 7                   | 6                   | 1             | 0             | 2                        | 1                        | 0               | 0               | 10    | 7     |
| Total na carreira | Total na carreira | 388                 | 185                 | 30            | 11            | 27                       | 7                        | 1               | 1               | 446   | 204   |

### Seleção Sérvia
| Seleção Sérvia | Seleção Sérvia | Seleção Sérvia |
| Ano            | Jogos          | Gols           |
| -------------- | -------------- | -------------- |
| 2013           | 3              | 1              |
| 2014           | 7              | 0              |
| 2015           | 8              | 1              |
| 2016           | 8              | 5              |
| 2017           | 7              | 4              |
| 2018           | 13             | 12             |
| 2019           | 9              | 11             |
| 2020           | 6              | 2              |
| 2021           | 8              | 8              |
| 2022           | 10             | 8              |
| 2023           | 6              | 5              |
| Total          | 85             | 57             |

## Títulos

### Clubes
Partizan
- Superliga Sérvia: 2012–13

Anderlecht
- Jupiler Pro League: 2013–14
- Supercopa da Bélgica: 2014

Newcastle
- EFL Championship: 2016–17

Fulham
- EFL Championship: 2021–22

Al-Hilal
- Campeonato Saudita: 2023–24
- Copa do Rei: 2023–24
- Supercopa da Arábia Saudita: 2024

Sérvia
- Campeonato Europeu Sub-19: 2013

### Prêmios individuais
- Futebolista Sérvio do Ano: 2018[27]
- Equipe da temporada da Superliga Sérvia: 2012–13[28]
- Equipe do torneio do Campeonato Europeu Sub-19: 2013[29]
- Jogador de Ouro do Campeonato Europeu Sub-19: 2013[30]
- Jogador do Mês da EFL Championship: Março de 2018, Abril de 2018, Outubro de 2019, Outubro de 2021
- Melhor Jogador do Fulham na temporada: 2019–20[31], 2021–22[32]
- Equipe Ideal da EFL Championship: 2019–20[33], 2021–22[34]
- Chuteira de Ouro da EFL Championship: 2019–20, 2021–22[35]
- Melhor Jogador da EFL Championship de 2021–22[36]

### Artilharias
- Jupiler Pro League de 2014–15 (20 gols)
- Liga das Nações da UEFA de 2018–19 (6 gols)
- EFL Championship de 2019–20 (26 gols)
- EFL Championship de 2021–22 (43 gols)
- Liga das Nações da UEFA de 2022–23 (6 gols)
- Supercopa da Arábia Saudita de  2024 (3 gols)